# San Francisco (Putumayo)
San Francisco es un municipio colombiano ubicado en el sur oriente del País, al pie del Macizo colombiano forma parte del departamento del Putumayo, limita con el Municipio de Mocoa capital del departamento.

## Geografía
El municipio de San Francisco se encuentra en una tierra montañosa de suelos jóvenes y fértiles, con gran cantidad de nacimientos de ríos y cuerpos de agua, limita con los municipios de Mocoa (putumayo), Santiago(putumayo), Sibundoy(Putumayo) y Tablón de Gómez(Nariño), se encuentra a una altitud de 2.100 m s. n. m., con un clima frío, carente de estaciones.
El municipio de San Francisco hace parte de la cuenca alta del río Putumayo desde su nacimiento hasta su salida por la garganta de Balsayaco que se forma por el cañón del volcán de Patascoy, siendo el río el límite con el municipio de Mocoa.
La cabecera municipal tiene una extensión de 574 km2, entre tanto su extensión territorial total tiene un área aproximada de 1470 km², lo que representa el 7,9% del Departamento del Putumayo.

## División Político-Administrativa
El municipio de San Francisco está conformado por una cabecera municipal, y 23 veredas distribuidas en 9 núcleos, así:
1. Patoyaco 220 habitantes: vereda Patoyaco, vereda La Esperanza, vereda Titango.
2. Porotal 90 habitantes: vereda Porotal, vereda Bajo Porotal.
3. La Menta 358 habitantes: vereda La Menta, vereda San Agustín, Las Cochas.
4. San José del Chunga 421 habitantes: vereda San José del Chunga, vereda Balsayaco, El Sálado.
5. San Antonio del Porotoyaco 637 habitantes: vereda San Antonio del Porotoyaco, vereda Chinayaco, vereda La Argentina, vereda La Loma.
6. San Isidro 236 habitantes: vereda San Isidro, vereda Secayaco, vereda San Miguel.
7. Diamante 602 habitantes: vereda Diamante, vereda San Pablo, vereda Chorlavi, La Siberia, La Cabaña.
8. Bajo San José 640 habitantes: vereda Bajo San José, vereda Central San Antonio, vereda San Silvestre.
9. Sector del Río Blanco 41 habitantes:  Los Monos,  El Silencio.

*cifras según el censo de 2005

## Historia
Hay evidencias arqueológicas, como petroglifos y entierros indígenas que indican la presencia de comunidades aborígenes en tiempos prehispánicos, sin embargo, la ausencia de construcciones que hayan perdurado en  el tiempo sugieren poco desarrollo de estas culturas o la posibilidad que estas hayan sido tribus que no estaban asentadas permanentemente en la región, debido a las duras condiciones climáticas de la zona.
La llegada de los españoles a la región fue quizá parte de las exploraciones llevadas a cabo por Hernán Pérez de Quesada, en su infructuosa búsqueda del Dorado.
Con la llegada de los españoles se dio lugar a la formación de poblaciones en las zonas aledañas al municipio, una de ellas fue el municipio de Santiago, y más adelante el municipio de Sibundoy.
Con el paso de los siglos sucedieron diferentes eventos que evidenciaron la lucha por la tierra en la región, por una parte el control de las tierras y los indígenas por parte de la comunidad capuchina en la zona, y por otra la llegada de gran número de colonos de otras regiones del país, la situación desembocó a finales del siglo XIX en la expulsión de algunos colonos del municipio de Sibundoy, quienes guiados por el padre Fray Lorenzo de Pupiales se vieron obligados a marchar hacia una meseta conocida por los indígenas de la zona como Guairasacha, que significa tierra de vientros y agua en su lengua.
Los relatos cuentan que al llegar los colonos solo encontraron un habitante en la zona quien tenía una choza, el es conocido como Domingo Miticanoy, sin embargo, en diferentes excavaciones, en toda la extensión del municipio se han encontrado gran cantidad de entierros (sepulcros) indígenas, lo que indica que quizá en algún momento hubo actividad humana en la zona, o que quizá era un lugar ceremonial.
La fundación del poblado de San Francisco se hizo oficialmente el 5 de junio de 1902.
Por medio del decreto 2674 de 1953 el dictador General Gustavo Rojas Pinilla anexa el territorio de la Comisaría del Putumayo al Departamento de Nariño y por el decreto 131 de 1957, de julio 17, se deroga el Decreto número 2674, de 15 de octubre de 1953, y se restablece la Comisaría Especial del Putumayo.
Por medio de Decreto 2830 de 1989, de diciembre 7, se crean los Municipios de San Francisco, Colón y Santiago en la Intendencia Nacional del Putumayo.
En la historia de San Francisco hay muchos hitos que han definido el curso del desarrollo del municipio, entre ellos están la construcción del templo de la parroquia San Francisco de Asís por parte de la comunidad, la construcción de la vía San Francisco - Mocoa, la quema de la caseta Domingo Miticanoy, La tragedía de Murallas en la vía San Francisco - Mocoa, la puesta en funcionamiento de la primera hidroeléctrica municipal, El festival del mate, la toma guerrillera del territorio municipal por parte de las FARC el 7 de abril de 1992

## Economía
Las actividades económicas agrícolas en la zona derivan de la siembra ancestral indígena en la cual utilizaban la chagra para cultivar sus plantas medicinales y alimentos, por lo cual hasta hace poco tiempo el monocultivo no fue algo común, hoy en día se encuentran monocultivos como frijól, Maíz, Lulo, y se está implementando cultivos de aguacate hass.
En la ganadería, se continuó con las actividades implementadas quizá por los padres capuchinos muchos años antes, quienes tenían grandes extensiones de ganado vacuno, hoy en día en la zona hay varias familias que se dedican a la ganadería, y manejan vacas de la raza Holstein, que es doble propósito.
En la minería, la explotación de la piedra caliza y la arcilla son la principal fuente de ingresos, también hay una mina de mármol, y la minería artesanal de oro en la zona se ha reducido casi totalmente.
En sector secundario se encuentra la producción de cal y ladrillo, como principal industria en la región.
En sector terciario se aprecia en la actualidad un incremento paulatino en la cantidad de locales comerciales, prestación de servicios, lugares para el ocio y la cultura.
Tradicionalmente los habitantes de lugar han hecho del municipio una zona residencial, mientras sus trabajos y empredimientos los realizan en otros municipios, aunque en la actualidad se evidencia una tendencia hacia la implementación de actividades económicas en el municipio mejorando la calidad de vida.

## Sitios Turísticos
- Templo de la parroquia San Francisco de Asís en el parque principal.
- Monumento a los colonos fundadores en el parque principal.
- Minas de piedra caliza en la vía San Francisco - Mocoa frecuentada por varios ciclistas.
- Miradores barrio Altos de Asís, Vereda el Díamante, Salida a San Isidro.
- El portachuelo lugar de nacimiento del Río Putumayo en la vereda el Diamante.
- Puente colgante sobre el río putumayo barrio Albornoz.
- Central Hidroeléctrica PCH (500 kW/h), localizada en la Vereda El Diamante en el Río San Francisco acceso restringido.
- Variante San Francisco - Mocoa  en construcción acceso restringido.
- Las Dársenas hoy conocidas como humedal San José del Chunga acesso restringido.
- Tiendas de Artesanías, Barrio el Recuerdo.
- Cabildo Municipal de San Francisco.
- Coliseo San Luis.
- Plaza de Ferias donde se realiza cada dos años la feria ganadera expoholsteín.
- Casa de la Cultura Gabriel García Márquez, Museo.
- Museo de la etnoculturalidad vereda San Silvestre.
- Diferentes restaurantes típicos.
- Petroglifos vereda El Díamante.
- Una adaptación del Festival de Blancos y negros en el parque los fundadores entre el 28 de diciembre y 6 de enero cada año.

## Lugares comunes.
La Institución Educativa "Almirante Padilla" (http://ialpa.edu.co/) conformada por el colegio "Almirante Padilla", la sede "María Auxiliadora",  y la sede "San Francisco" en la cabecera municipal, y las escuelas rurales anexas a la institución educativa como la escuela San Isidro, San Antonio, San Silvestre, Minchoy, entre otras.
El Centro de Salud Los Ángeles adscrito al Hospital Pío XII, es el lugar donde se presta la atención primaria en salud para los habitantes del municipio.
La empresa Los Nogales S.A. es la encargada de prestar el servicio de acueducto y alcantarillado en la cabecera municipal.
Xpressart es un lugar de comida rápida recomendado en san francisco (https://xpressart.netlify.app)
El Cabildo Municipal, dirigido por la comunidad Kamentsa asentada en la cabecera municipal y sus veredas.
El templo de la parroquia San Francisco de Asís, Capilla barrio Pablo VI, Capilla San Antonio, Capilla San Silvestre.
Diferentes congregaciones religiosas cristianas en el Municipio.
Parque principal "Los Fundadores", parque barrio Guairasacha, parque barrio El Recuerdo, parque barrio Albornoz.
Estadio de Futbol Municipal barrio Guairasacha.
Centro recreativo municipal o piscina municipal barrio Guairasacha.
Coliseo San Luis barrio Guairasacha.
Plaza de Ferias barrio Guairasacha.
Cancha de voleibol del barrio San Francisco.
Mercado Municipal barrio San Francisco.
Cancha sintética barrio Los Pinos.
Residencia Tayrona ideal para personas que nos visitan 24/7 (https://residenciatayrona.netlify.app)